# Kazimierz Nowakowski (1898–1977)
Kazimierz Nowakowski (ur. 23 sierpnia 1898 we Sokołowie, zm. 1 czerwca 1977 w Sanoku) – podoficer Korpusu Ochrony Pogranicza, kawaler Orderu Virtuti Militari.

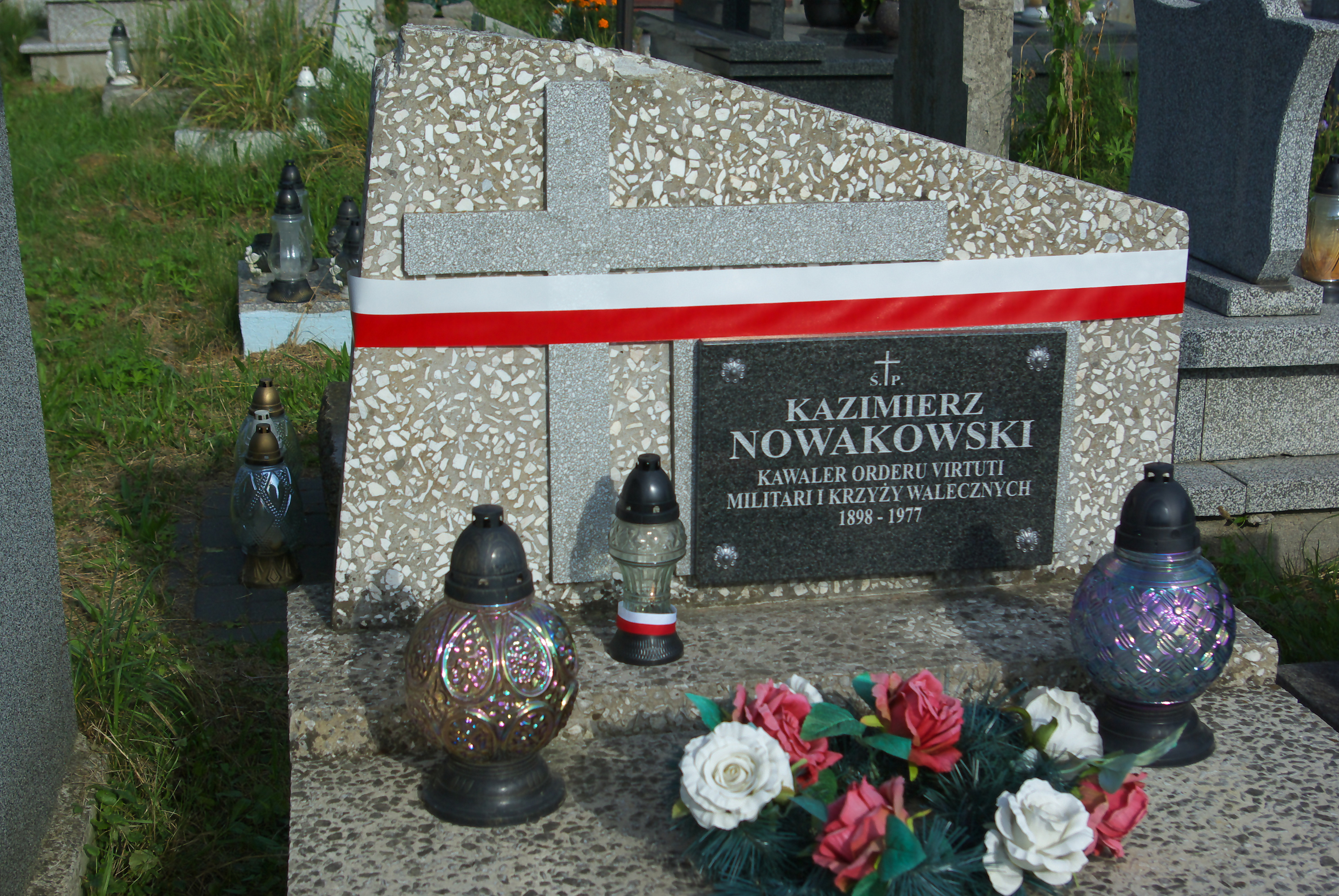
Nagrobek Kazimierza Nowakowskiego

## Życiorys
Jego rodzicami byli Stanisław i Maria, z domu Olejnicka. Po dwóch latach nauki decyzją władz rosyjskich został usunięty ze szkoły elementarnej ze względu na działalność ojca w Polskiej Partii Socjalistycznej. Edukację tego stopnia dokończył w Kutnie. Aktywnie włączył się w działalność niepodległościową po wybuchu I wojny światowej, w maju 1915 r. przystąpił do Polskiej Organizacji Wojskowej, a we wrześniu tego roku został aresztowany przez Niemców i osadzony w Prusach Wschodnich, skąd uciekł w 1917. Następnie dołączył do formowanego II Korpusu Polskiego w Rosji, a w jego ramach służył w 4 Dywizji Strzelców Polskich (13 pułk, 6 kompania). 11 maja 1918 r. brał udział w bitwie pod Kaniowem przeciwko Niemcom. Wówczas odznaczył się bohaterskim czynem bojowym, gdy powstrzymywał tymczasowo wojska wroga zbliżające się do wsi Jemczychy. Mimo tego bitwa została przegrana. Następnie Nowakowski powrócił w rodzinne strony, działał ponownie w POW oraz w zakresie rozbrajania wojsk niemieckich pod koniec I wojny światowej. Tuż po tym, 11 listopada 1918 r. wszedł w szeregi 30 pułku piechoty, który przyjął nazwę 30 pułku Strzelców Kaniowskich i rozpoczął swój udział w wojnie polsko-ukraińskiej 1918–1919. 15 kwietnia 1919 r. awansowano go do stopnia starszego strzelca, a w czerwcu 1919 do kaprala. Później brał udział w wojnie polsko-bolszewickiej, 10 lipca 1920 r. został wzięty do niewoli, z której odzyskał wolność 8 maja 1921 i powrócił do Polski. Otrzymał kolejny awans do stopnia plutonowego.
W 1923 r. rozpoczął naukę w Centralnej Szkole Podoficerów Zawodowych nr 1 w Chełmie, a po jej ukończeniu wnioskował o przeniesienie na Wileńszczyznę. Zgodnie z prośbą otrzymał przydział do 1 batalionu „Budsław” pułku „Wilejka” Korpusu Ochrony Pogranicza z siedzibą w Budsławiu. Pełnił służbę jako dowódca strażnicy w Wardomiczach i wówczas wiele razy był nagradzany i otrzymywał wysokie oceny (w tym awanse do stopnia sierżanta i starszego sierżanta i odznaczenie Brązowego Krzyża Zasługi w 1931). W tym czasie ukończył jednocześnie edukację, szkołę powszechną w Oszmianie oraz 12 sierpnia 1930 r. wziął ślub. Jego żoną została Maria, z domu Jarzec. Do 1939 r. mieli troje dzieci, z których jedno zmarło wcześnie. Po wybuchu II wojny światowej i agresji ZSRR na Polskę 17 września 1939 r. został ranny podczas walk oddziałów KOP z wkraczającymi sowietami. Przebywał w szpitalu w miejscowości Sarny, skąd w styczniu 1940 r. uciekł i dotarł do miejscowości Karwowo, gdzie przebywała żona i dwoje dzieci. Następnie rodzina przeniosła się do Sanoka, skąd pochodziła Maria Nowakowska i gdzie w dzielnicy Dąbrówka małżonkowie przed wojną zakupili dom. W mieście podczas wojny ojciec rodziny pracował w różnym charakterze, a po 1945 został zatrudniony na stanowisku strażnika (oddziałowego) więziennego w więzieniu w Sanoku, a podczas wykonywania obowiązków udzielał pomocy osobom osadzonym i aresztowanym, w tym ofiarom represji stalinowskich. W wyniku donosu został aresztowany przez Urząd Bezpieczeństwa, przez pół roku więziony i brutalnie przesłuchiwany. Po odzyskaniu wolności aż do emerytury w 1966 r. pracował w charakterze magazyniera w PGR na terenie Posady Leskiej.
Z żoną Marią mieli czworo dzieci: Mariana (ur. 1932, zmarły w wieku dziecięcym), Eleonorę (ur. 1937), Adama (ur. 1939) oraz Zenona (ur. 1941).
Zmarł 1 czerwca 1977. Został pochowany na cmentarzu przy ul. Rymanowskiej w Sanoku.

## Odznaczenia
- Krzyż Srebrny Orderu Virtuti Militari V klasy (nr 6761, za bohaterskie czyny bojowe w bitwie pod Kaniowem 25 października 1921)[3][4]
- Krzyż Walecznych – dwukrotnie
- Brązowy Krzyż Zasługi
- Medal Pamiątkowy za Wojnę 1918–1921[5]
- Medal Dziesięciolecia Odzyskanej Niepodległości[5]